# 1306

## Události
- 25. březen – Robert Bruce korunován skotským králem
- založen cisterciácký klášter Thronus Regis (nikdy nebyl postaven)
- 4. srpen – zavražděním Václava III. v Olomouci vymřela po meči královská větev rodu Přemyslovců
- 16. říjen – svatba Rudolfa Habsburského s Eliškou Rejčkou
- říjen – manžel sestry Václava III. Jindřich Korutanský, který byl právoplatně zvoleným nástupcem Václava, byl vyhnán Rudolfem Habsburským, kterého poté část podplacené české šlechty zvolila za krále
- Zlaté Hory povýšeny na město
- Filip IV. Sličný vyhnal z Francie Židy a zkonfiskoval jejich majetek

## Narození
- Alžběta Dolnobavorská, rakouská vévodkyně ( † 25. března 1330)

## Úmrtí
Česko
- 7. května – Přemek Ratibořský, kníže ratibořský (* 1258/1268)
- 4. srpna – Václav III., král český, král polský a uherský (* 1289)
- ? – Ojíř z Lomnice, český šlechtic z rodu Vítkovců (* ?)
- ? – Jan I. z Michalovic, český šlechtic a zakladatel rodu pánů z Michalovic (* po 1260)

Svět
- 7. srpna – Albert z Trapani, sicilský katolický kněz a světec (* 1250)
- ? – Jacopone da Todi, italský mnich františkán, právník, básník a blahoslavený (* 1236)

## Hlavy států
Jižní Evropa
- Iberský poloostrov
  - Portugalské království – Dinis I. Hospodář
  - Kastilské království – Ferdinand IV. Pozvaný
  - Aragonské království – Jakub II. Spravedlivý
- Itálie
  - Papež – Klement V.
  - La serenissima – Pietro Gradenigo

Západní Evropa
- Francouzské království – Filip IV. Sličný
- Anglické království – Eduard I.
- Skotské království – Robert Bruce

Severní Evropa
- Norské království – Haakon V. Magnusson
- Švédské království – Birger Magnusson
- Dánské království – Erik VI. Menved

Střední Evropa
- Svatá říše římská – Albrecht I. Habsburský
  - České království – Václav III. – Jindřich Korutanský – Rudolf Habsburský
  - Hrabství henegavské – Vilém I. Henegavský
- Polské knížectví – Václav II. Český – Vladislav I. Lokýtek
- Uherské království – Ota III. Dolnobavorský

Východní Evropa
- Litevské velkoknížectví – Vytenis
- Moskevská Rus – Jurij III. Daniilovič
- Bulharské carství – Teodor Svetoslav
- Byzantská říše – Andronikos II. Palaiologos

Blízký východ a severní Afrika
- Kyperské království – Jindřich II. Kyperský – Amalrich z Tyru (guvernér a regent)
- Osmanská říše – Osman I.

Afrika
- Habešské císařství – Ouédem Arad